# 石黒達也 (俳優)
石黒 達也（いしぐろ たつや、1911年7月1日 - 1965年12月18日）は、日本の俳優。

## 来歴・人物
広島県出身。岡山県立第一中学校卒業。
築地小劇場から分裂してできた新築地劇団に参加し、『海援隊』などの舞台に出演した。しかし1940年（昭和15年）8月19日、新劇弾圧で八田元夫、本庄克二、和田勝一ら13名の劇団員と共に検挙され、同劇団は同年8月23日に解散した。この年の3月に南旺映画製作『彦六なぐらる』で映画デビューしており、釈放後は映画界に移る。翌年、今井正監督の『結婚の生態』で主要な役に抜擢された。その後、牛原虚彦監督の『成吉思汗』や、日中合作で上海ロケを行った『狼火は上海に揚る』などで大役を演じ、豪快な風貌と演技力で中堅俳優として活躍した。
戦後は菅井一郎らの俳優グループ・第一協団に参加し、大映の時代劇映画を中心に、日活や松竹など各社の映画に出演した。戦前のように作品には恵まれなかったが、悪役やインテリ役などの脇役として活躍した。晩年はテレビドラマにも多く出演した。
1965年（昭和40年）12月18日、胃がんで死去。享年55。

## 出演作品

### 映画
太字はキネマ旬報ベストテンにランクインした作品
- 彦六なぐらる（1940年、南旺映画）
- 結婚の生態（1941年、南旺映画） - 佐野一郎
- わが愛の記（1941年、東京発声） - 新田軍医
- 八十八年目の太陽（1941年、東宝） - 井田中佐
- 川中島合戦（1941年、東宝） - 芝沢八右衛門
- 大阪町人（1942年、大映） - 浅見傳十郎
- 新雪（1942年、大映） - 国民学校 千葉訓導
- 海ゆかば（1943年、大映　監督 伊賀山正徳）-
- 成吉思汗（1943年、大映） - スブテイ
- 風雪の春（1943年、大映） - 佐久間博士
- 狼火は上海に揚る（1944年、大映=中華電影） - 中牟田倉之助
- 姿なき敵（1945年、大映） - 陳青雲
- 犯罪者は誰か（1945年、大映） - 斎藤大佐
- 街の人気者（1946年、大映） - 製作部長
- 或る夜の接吻（1946年、大映） - 実業家風の紳士
- 命ある限り（1946年、大映） - 高橋特高課長
- 轟先生（1947年、大映） - 石野先生
- 女優（1947年、東宝） - 平井陽三
- 春の目ざめ（1947年、東宝） - 広部宗治
- 幸運の椅子（1948年、日映）
- 天狗飛脚（1949年、大映） - 目明し源七
- 斬られの仙太（1949年、東宝） - 木下徹之助
- 暁の追跡（1950年、新東宝） - 石黒警部補
- せきれいの曲（1950年、東宝） - 教頭
- 無国籍者（1951年、東横映画） - 洋画家
- わが一高時代の犯罪（1951年、東映） - 憲兵中尉
- ホープさん（1951年、東宝） - 成田専務
- 完結 佐々木小次郎（1951年、東宝） - 有吉内膳
- 慶安秘帖（1952年、東宝） - 石谷左近将監
- 箱根風雲録（1952年、新星映画） - 岡田豊前守
- 酔いどれ歌手（1952年、東映） - 水上小学校校長
- 森林泥棒（1952年、内外映画社=第一協団） - 組合長山本
- 赤穂城（1952年、東映） - 多門伝八郎
- 霧の夜の凶弾（1952年、東映） - 保安庁主任
- 大佛開眼（1952年、大映） - 大草ノ雲足
- 浅間の鴉（1953年、大映） - 苫屋の半太郎
- 妻（1953年、東宝） - 美穂子の叔父
- 次郎長三国志シリーズ（東宝） - 黒駒の勝蔵
  - 第四部 勢揃い清水港（1953年）
  - 第九部 荒神山（1954年）
- 野戦看護婦（1953年、新東宝） - 加東軍医少尉
- 天晴れ一番手柄 青春銭形平次（1953年、東宝） - 九鬼隼人正
- 地獄門（1953年、大映） - 弥仲太
- 浮気天国（1953年、新東宝） - 哲学真理博士
- 母系図（1953年、東映） - 両部元代議士
- 叛乱（1954年、新東宝） - 宮川少佐
- 番長皿屋敷 お菊と播磨（1954年、大映） - 旗本長坂
- 黒い潮（1954年、日活） - 学芸部長
- 泥だらけの青春（1954年、日活） - プロデューサー沖山
- 地獄の剣豪 平手造酒（1954年、日活）
- 月よりの使者（1954年、大映） - 検事
- 千姫（1954年、大映） - 柳生又右衛門
- 近松物語（1954年、大映） - 以三
- 俺の拳銃は素早い（1954年、日活） - 病院の医師
- 生きとし生けるもの（1955年、日活） - 総務部長
- 次郎長遊侠伝 秋葉の火祭り（1955年、日活） - 助十
- めくら狼（1955年、東宝） - 岬典膳
- 地獄の用心棒（1955年、日活） - 井坂
- 楊貴妃（1955年、大映） - 李林甫
- 春の夜の出来事（1955年、日活） - 山口氏
- 木曾の風来坊（1955年、日活） - 花熊の半九郎
- 少年死刑囚（1955年、日活） - 検事
- 江戸一寸の虫（1955年、日活） - 奉行石坂
- 絵島生島（1955年、松竹） - 新井白石
- 新・平家物語（1955年、大映） - 藤原時信
- 「少年宮本武蔵」より 晴姿稚児の剣法（1956年、松竹） - 角倉素庵
- 泉（1956年、松竹） - 高野専務
- 旅がらす伊太郎（1956年、松竹） - 久瀬の熊吉
- 花頭巾（1956年、大映） - 御嶽の間那志
- 月形半平太 花の巻・嵐の巻（1956年、大映） - 山脇主馬
- 四十八歳の抵抗（1956年、大映） - 島田課長
- あなた買います（1956年、松竹） - 六甲忠助
- 伝七捕物帖シリーズ（松竹）
  - 伝七捕物帖 美女蝙蝠（1957年） - 矢源太
  - 伝七捕物帖 銀蛇呪文（1957年） - 山内日向守
  - 伝七捕物帖 髑髏狂女（1958年） - 雲海僧正
  - 伝七捕物帖 女肌地獄（1959年） - 尾形玄庵
  - 伝七捕物帖 幽霊飛脚（1959年） - 大場接心斎
- 雨情（1957年、東京映画） - 大浦政一
- 浪人街（1957年、京都映画） - 小幡伝太夫
- 地獄花（1957年、大映） - 宰領藤太
- 弥太郎笠（1957年、大映） - 平井久馬
- 大忠臣蔵（1957年、松竹） - 吉良上野介
- 鳴門秘帖（1957年、大映） - 甲賀世阿弥
- 雪の渡り鳥（1957年、大映） - 同心江添太十郎
- 侍ニッポン（1957年、松竹） - 沢村流雲斎
- 赤城の子守唄（1957年、松竹） - 御室の勘助
- 江戸群盗伝（1958年、松竹） - 須貝嘉兵衛
- 二等兵物語シリーズ（松竹）
  - 二等兵物語 死んだら神様の巻（1958年） - 江口大尉
  - 二等兵物語 あゝ戦友の巻（1958年） - 連隊本部副官青山大尉
  - 二等兵物語 万事要領の巻（1959年） - 倉西参謀
  - 新二等兵物語 吹けよ神風の巻（1959年） - 藤川中尉
  - 新二等兵物語 敵中横断の巻（1960年） - 陳陽明
- 欲（1958年、松竹） - 仙石原博士
- 人肌孔雀（1958年、大映） - 諸岡弥十郎
- 一粒の麦（1958年、大映） - 大野田先生
- 日蓮と蒙古大襲来（1958年、大映） - 比企大学
- 血文字船（1958年、大映） - 王貞竜
- 妻恋道中（1958年、松竹） - 沓掛の五郎蔵
- 銭形平次捕物控 雪女の足跡（1958年、大映） - 白石十兵衛
- 大暴れ東海道（1958年、松竹） - 黒木鉄斎
- 遊太郎巷談（1959年、大映） - 是庵
- 修羅桜（1959年、松竹） - 斎藤弥九郎
- 千羽鶴秘帖（1959年、大映） - 貝塚隼人
- 荒海に挑む男一匹 紀の国屋文左衛門（1959年、松竹） - 榊原十太夫
- 太陽に背く者（1959年、松竹） - 権堂署長
- ジャン・有馬の襲撃（1959年、大映） - 谷川五十馬
- 鳴門の花嫁（1959年、大映） - 鳴門屋三右衛門
- 花の幡随院（1959年、松竹） - 唐犬権兵衛
- 柳生旅日記 天地夢想剣（1959年、松竹） - 柳生宗矩
- 野火（1959年、大映） - 無精髯の軍医
- 総会屋錦城 勝負師とその娘（1959年、大映） - 石田弁護士
- 晴れ姿勢揃い 剣侠五人男（1959年、松竹） - 大野丹波守
- 江戸の悪太郎（1959年、東映） - 三山
- 二人の武蔵（1960年、大映） - 奥之山休賀斎
- 流転の王妃（1960年、大映） - 古屋
- 越後獅子祭り（1960年、松竹） - 駒沢番十郎
- 御存じ いれずみ判官（1960年、東映） - 奥田安房守
- 黒潮秘聞 地獄の百万両（1960年、松竹） - 伊平屋安輝
- 続次郎長富士（1960年、大映） - 平親王勇蔵
- 源太郎船（1960年、大映） - 半井刑部
- 敵は本能寺にあり（1960年、松竹） - 山城主膳
- 最後の切札（1960年、松竹） - ドル買いの男
- 波の塔（1960年、松竹） - 石井検事
- 忠直卿行状記 (1960年、大映） - 本多正純
- 浮気のすすめ 女の裏窓（1960年、松竹） - 検事
- 侠客春雨傘（1960年、大映） - 今西玄之進
- 天下御免（1960年、松竹） - 水戸中納言
- 大菩薩峠 竜神の巻（1960年、大映） - 植田丹後守
- 小次郎燕返し（1961年、大映） - 富田勢源
- 人間の條件 完結篇（1961年、松竹） - 洞窟隊長
- 尾張の暴れ獅子（1961年、東映） - 鬼塚藤太
- 江戸っ子肌（1961年、東映） - 向井左太夫
- 喧嘩富士（1961年、大映） - 焼津の喜平次
- 五人の突撃隊（1961年、大映） - 大田黒大将
- 北上川悲歌（1961年、松竹） - 風間社長
- 続次郎長社長と石松社員（1961年、ニュー東映） - 加藤
- 水戸黄門海を渡る（1961年、大映） - 一柳甚左衛門
- 鯉名の銀平 (1961年、大映京都) - 五兵衛
- めぐり逢う日まで（1961年、松竹） - 久保医師
- 悪魔の手毬唄（1961年、東映） - 石山伍堂
- 強くなる男（1961年、大映） - 陣野専務
- 花の兄弟（1961年、大映） - 大津勘右衛門
- 旗本退屈男 謎の珊瑚屋敷（1961年、東映） - 十文字屋銅右衛門
- 第三捜査命令 (1961年、松竹)
- 婦系図（1962年、大映） - 河野英臣
- 源氏九郎颯爽記 秘剣楊羽の蝶（1962年、東映） - 高見沢内匠頭
- 湖愁（1962年、松竹） - 東山大佐
- 男の歌（1962年、松竹） - 福井会長
- 太平洋戦争と姫ゆり部隊（1962年、大蔵映画） - 長参謀長
- きさらぎ無双剣（1962年、東映） - 大道寺駿河守
- しのび逢い（1962年、松竹） - 森山常務
- あの橋の畔で（1962年、松竹） - 東洋軽金属社長
- 長脇差忠臣蔵（1962年、大映） - 柄沢の吉兵衛
- 勢揃い関八州（1962年、東映） - 飯岡の助五郎
- 剣に賭ける（1962年、大映） - 浅利又七郎
- 秦・始皇帝（1962年、大映） - 樊於期
- 地獄の刺客（1962年、大映） - 川上直江守
- 若ざくら喧嘩纏（1962年、東映） - 河井兵部
- 花の折鶴笠（1962年、東映） - 座古谷兵十
- 浪人街の顔役（1963年、東映） - 周防屋銀兵衛
- 第三の影武者（1963年、大映） - 樫尾久左衛門
- 江戸忍法帖 七つの影（1963年、東映） - 空蝉刑部
- 江戸無情（1963年、大映） - 久田縫頭
- 妻という名の女たち（1963年、東宝） - 披露宴の紳士
- 忍びの者シリーズ（大映）
  - 続・忍びの者（1963年） - 鈴木孫一
  - 忍びの者 伊賀屋敷（1965年） - 甲賀幻心斎
- 死闘の伝説（1963年、松竹） - 鷹森金兵衛
- 妖僧（1963年、大映） - 竹内ノ真人
- 馬鹿まるだし（1964年、松竹） - 辰巳屋
- 座頭市シリーズ（大映）
  - 座頭市千両首（1964年） - 日光の円蔵
  - 座頭市血笑旅（1964年） - 文珠の和平次
- いいかげん馬鹿（1964年、松竹） - 竜王丸
- 三匹の侍（1964年、松竹） - 松下宇左衛門
- 傷だらけの山河（1964年、大映）
- 黒シリーズ（大映）
  - 黒の凶器（1964年） - 長棟
  - 黒の超特急（1964年） - 工藤
- ホラ吹き太閤記（1964年、東宝） - 三浦備後守
- 乞食大将（1964年、大映） - 黒田惣兵衛
- 黒の盗賊（1964年、東映） - 大久保勘助
- 若親分シリーズ（大映） - 滝沢巳之助
  - 若親分（1965年）
  - 若親分出獄（1965年）
- 証人の椅子（1965年、大映）

### テレビドラマ
- のみのかごぬけ（1952年、NHK）
- アリババと四十人の盗賊（1953年、NHK） - アリババ
- レ・ミゼラブル（1954年、NHK） - ジャン・バルジャン
- 山一名作劇場 / 王将（1956年、NTV）
- ヤシカゴールデン劇場（NTV）
  - あにいもうと（1959年）
  - 赤ちゃん（1959年）
- 東芝日曜劇場（KR）
  - 第198話「都甲太兵衛」（1960年）
  - 第359話「愛の壁」（1963年）
- 松本清張シリーズ・黒い断層 第13・14話「失敗」（1960年、KR）
- 侍 第16話「戦国友情」（1961年、CX）
- ゴールデン劇場（NTV）
  - 貴族の階段（1961年）
  - さまよえる日本人（1961年）
- 近鉄金曜劇場 / 榎物語（1962年、TBS）
- 日立ファミリーステージ / 太夫殿坂（1962年、TBS）
- ドラマ「人」 第7話「朝から朝まで」（1962年、KTV）
- シャープ火曜劇場 第46話「勝負師」（1962年、CX）
- 浪曲ドラマ / 唐人お吉（1963年、NHK）
- 講談ドラマ（NHK）
  - 藤十郎の恋（1963年）
  - 欲の皮 西鶴「懐硯」より（1964年）
- テレビ劇場 / 伝法水滸伝（1963年、NHK）
- 戦国大統領（1963年、東伸テレビ映画） - 木下弥右衛門
- それからの武蔵（1964年 - 1965年、MBS） - 板倉勝重
- 夫婦百景（NTV）
  - 第316話「背中」（1964年）
  - 第323話「五十年目の離婚」（1964年）
- 日産スター劇場（NTV）
  - アトミックのおぼん（1964年）
  - オカシナ君のおかしな一日（1964年）
- 判決（NET）
  - 第96話「いつか来た道」（1964年）
  - 第121話「血に叛くもの」（1965年）
  - 第135話「若い波」（1965年）
- 七人の刑事 第157話「墓穴」（1964年、TBS）